# Kwanza (album)
Kwanza è un album discografico del sassofonista jazz Archie Shepp pubblicato dalla Impulse! Records nel 1974.

## Il disco
L'album contiene tracce registrate da Shepp in un lasso di tempo che va dal settembre 1968 all'agosto 1969 con quattro differenti gruppi di musicisti. La recensione del disco presente sul sito web AllMusic ad opera di Thom Jurek afferma: "Kwanza può non essere uno degli album di Shepp più conosciuti, ma è sicuramente uno dei suoi migliori".

## Tracce
- Tutti i brani sono opera di Archie Shepp tranne dove indicato diversamente.

1. Back Back - 5:45
2. Spoo Pee Doo - 2:38
3. New Africa (Grachan Moncur III) - 12:50
4. Slow Drag - 10:09
5. Bakai (Cal Massey) - 9:59

## Formazione
- Archie Shepp: sax tenore, sax soprano
- Martin Banks: tromba, flugelhorn (traccia 2)
- Robin Kenyatta: sax contralto, flauto (traccia 2)
- Andrew Bey: pianoforte (traccia 2)
- Bert Payne: chitarra (traccia 2)
- Albert Winston: basso, contrabbasso (traccia 2)
- Beaver Harris: batteria (tracce 2, 3 & 5)
- Leon Thomas: voce (traccia 2)
- Tasha Thomas, Doris Troy: cori (traccia 2)
- Jimmy Owens: tromba (tracce 1, 3 & 5)
- Grachan Moncur III: trombone (tracce 1, 3 & 5)
- James Spaulding: sax contralto (traccia 1)
- Charles Davis: sax baritono (tracce 1, 3 & 5)
- Dave Burrell: organo (traccia 1), pianoforte (tracce 3 & 5)
- Wally Richardson: chitarra (traccia 1)
- Bob Bushnell: electric bass (traccia 1)
- Bernard Purdie: batteria (traccia 1)
- Walter Booker: basso (tracce 3 & 5)
- Woody Shaw: tromba (traccia 4)
- Matthew Gee: trombone (traccia 4)
- Clarence Sharpe: sax contralto
- Cecil Payne: sax baritono, flauto (traccia 4)
- Cedar Walton: pianoforte (traccia 4)
- Wilbur Ware: basso (traccia 4)
- Joe Chambers: batteria (traccia 4)